# Gastrancistrus fumipennis
Gastrancistrus fumipennis är en stekelart som beskrevs av Walker 1834. Gastrancistrus fumipennis ingår i släktet Gastrancistrus och familjen puppglanssteklar. Inga underarter finns listade i Catalogue of Life.